# Francisco Antônio Pimenta Bueno

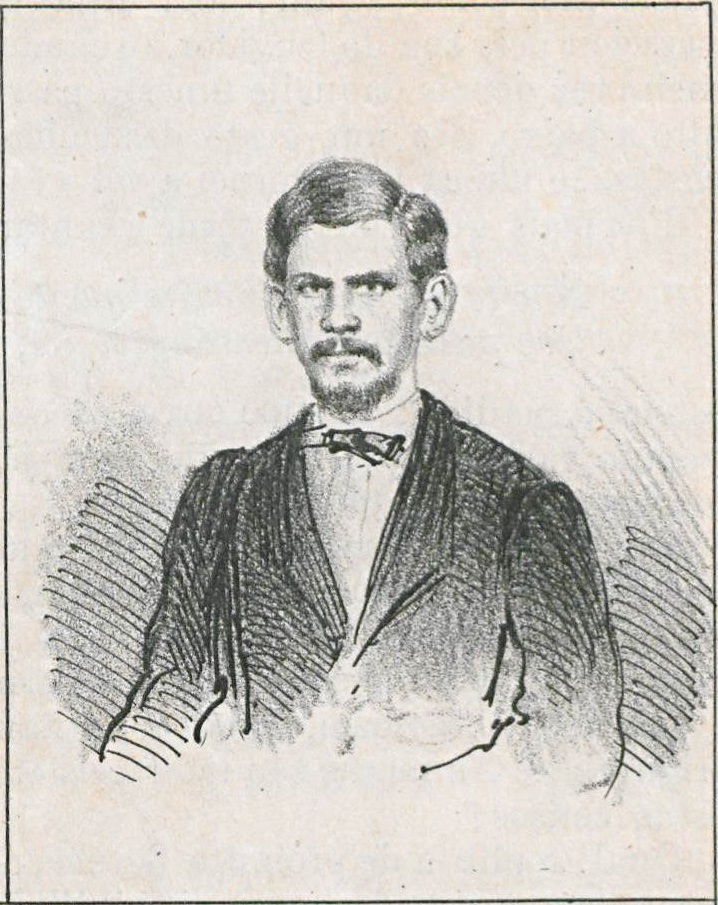
O então capitão do corpo de engenheiros Dr. Francisco Antônio Pimenta Bueno, gravemente ferido no dia 3 de setembro de 1866, na tomada de Curuzu.

Francisco Antônio Pimenta Bueno (Cuiabá, 10 de novembro de 1836 — Rio de Janeiro, 7 de dezembro de 1888) foi um engenheiro e militar. Filho de José Antônio Pimenta Bueno, Marquês de São Vicente.
Foi coronel do Estado Maior de Primeira Classe.
Prestou relevantes serviços a Mato Grosso na área de pesquisas estatísticas e estudos de reconhecimentos da região, bem como em obras militares, tendo sido encarregado, junto com Caetano Manuel de Faria e Albuquerque da organização da carta das fronteiras (1888) e da Comissão Telegráfica de Leste (1890).
A denominação dada ao rio Pimenta Bueno e também à Estação Telegráfica de Pimenta Bueno, atualmente no estado de Rondônia, são homenagens prestada a este ilustre homem público. Foi presidente da província do Amazonas de 10 de janeiro a 11 de junho de 1888.
É patrono da cadeira 18 da Academia Mato-Grossense de Letras.